# مسرح وسينما الأمبير
من اوائل المسارح في بيروت، تحول إلى دور للعرض السينمائي سنة 1929م. يقع إلى الجنوب الشرقي من ساحة البرج لجهة الطريق المؤدي إلى شارع الجميزة، على مقربة من مقهى الباريزيانا. أنشئ عام 1904 كفندق، ثم حوله جورج حداد ونقولا قطان إلى مسرح عام 1920، فبلغ 1213 مقعداً. 
وكان يتميز بطبقتين من الألواج تطلان على الصالة الفسيحة ذات المقاعد الفخمة. وكان يعتبر في حينه أكبر مسارح بيروت. لعبت على هذا المسرح مجموعة من الفرق الأجنبية، كما اختارته الممثلة فاطمة رشدي لتقدم عليه مسرحياتها دون سواه من الصالات لإستيعابه العدد الأكبر من الرواد، قبل أن يتحول للعرض السينمائي حيث قدّمت فيه رشدي آخر عرض مسرحي عام 1929 ليتحول صالة للعروض السينمائية فقط حتى العام 1975، إذ تعرض لدمار هائل جراء الحرب.
يذكر أن تقلا وحداد، كانا أول من استقدم عام 1930 آلتين من شركة وسترن إلكتريك للسينما الصوتية المتكلمة، ودعوَا الوجهاء ورجال الصحافة لحضور أول فيلم يعرض في لبنان مع سماع موسيقاه. وورد في العدد 26 من جريدة المعرض (كانون الأول 1929 – كانون الثاني 1930) تحت عنوان “السينما المتكلمة في مسرح الأمبير”، ما يأتي: “لا تزال إدارة المسرح الراقي تولي الجهود الثمينة لاستجلاب كل جديد وطريف في عالم الفن والتمثيل والسينما.